# Provincia di Sisaket
La provincia di Sisaket (in thailandese จังหวัดศรีสะเกษ, Changwat Sisaket) è in Thailandia e fa parte del gruppo regionale della Thailandia del Nordest. Si estende per 8.840 km², ha 1 458 580 abitanti e il capoluogo è il distretto di Mueang Sisaket, dove si trova la città principale Sisaket.

## Geografia antropica

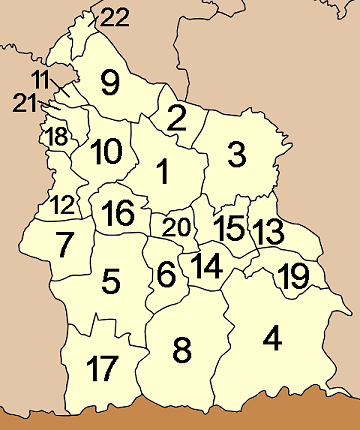
Mappa degli Amphoe

La provincia è suddivisa in 22 distretti (amphoe). Questi a loro volta sono suddivisi in 206 sottodistretti (tambon) e 2411 villaggi (muban).
| 1. Mueang Sisaket 2. Yang Chum Noi 3. Kanthararom 4. Kantharalak 5. Khukhan 6. Phrai Bueng 7. Prang Ku 8. Khun Han 9. Rasi Salai 10. Uthumphon Phisai 11. Bueng Bun | 1. Huai Thap Than 2. Non Khun 3. Si Rattana 4. Nam Kliang 5. Wang Hin 6. Phu Sing 7. Mueang Chan 8. Benchalak 9. Phayu 10. Pho Si Suwan 11. Sila Lat |

### Amministrazioni comunali
Nessun comune della provincia ha lo status di città maggiore (thesaban nakhon), i due comuni che rientrano tra le città minori (thesaban mueang) sono Sisaket (che nel 2020 aveva 41 032 residenti) e Kantharalak (17 783). Tra le più popolate municipalità di sottodistretto (thesaban tambon) vi sono Phrai Bueng 10 890, Khun Han 10 856 e Nam Kham 10 519.